# Antidesma neurocarpum
Antidesma neurocarpum är en emblikaväxtart som beskrevs av Friedrich Anton Wilhelm Miquel. Antidesma neurocarpum ingår i släktet Antidesma och familjen emblikaväxter.

## Underarter
Arten delas in i följande underarter:
- A. n. hosei
- A. n. linearifolium
- A. n. neurocarpum